# Меријета (округ Лав, Оклахома)
Меријета (енгл. Marietta, Love County) град је у америчкој савезној држави Оклахома.

## Демографија
По попису из 2010. године број становника је 2.626, што је 181 (7,4%) становника више него 2000. године.
| Група             | 2000.         | 2010.         |
| Белци             | 1.724 (70,5%) | 1.561 (59,4%) |
| Афроамериканци    | 155 (6,3%)    | 124 (4,7%)    |
| Азијати           | 7 (0,3%)      | 18 (0,7%)     |
| Хиспаноамериканци | 393 (16,1%)   | 679 (25,9%)   |
| Укупно            | 2.445         | 2.626         |